# Benzoe

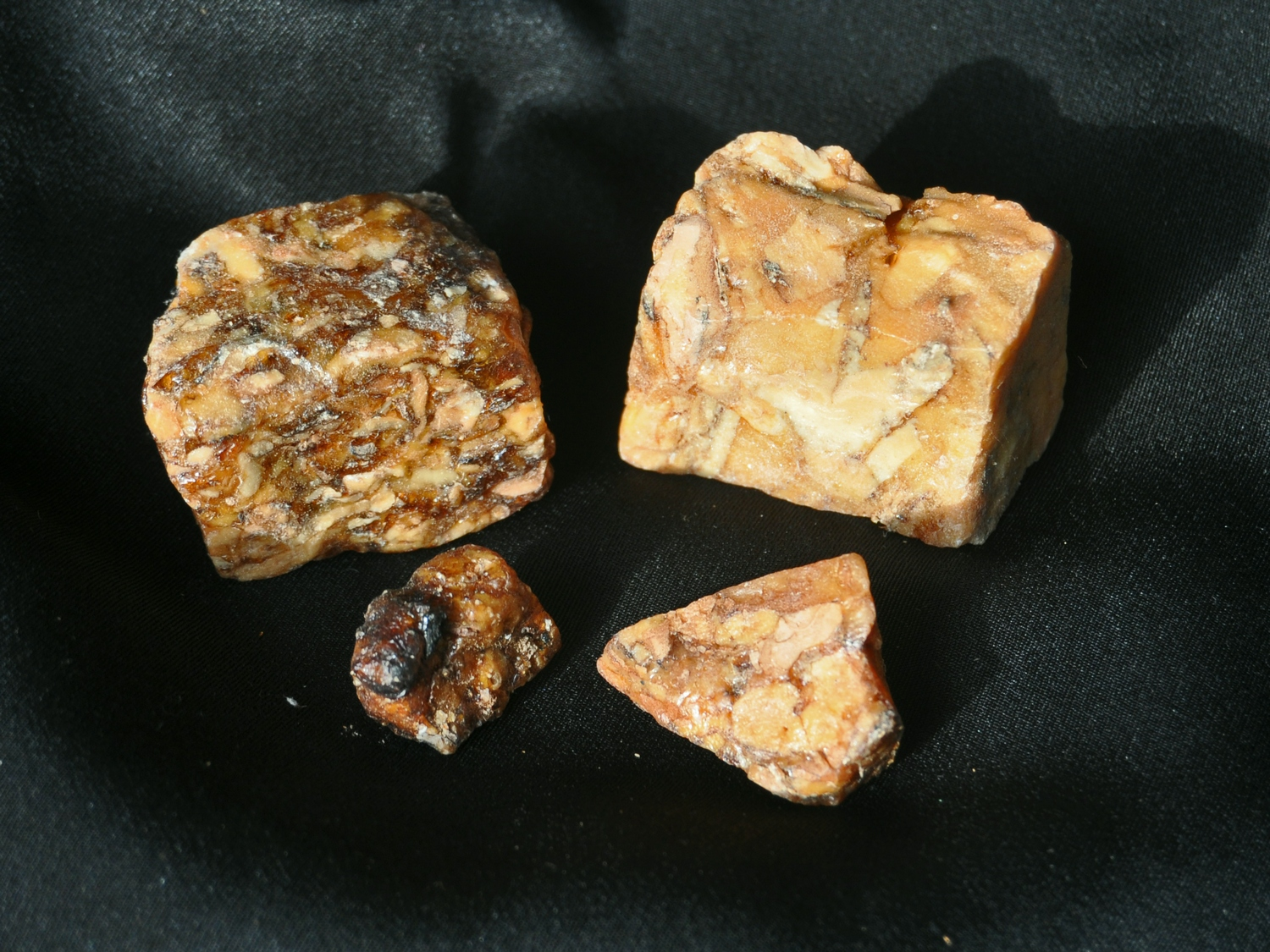
Sumaterská benzoe

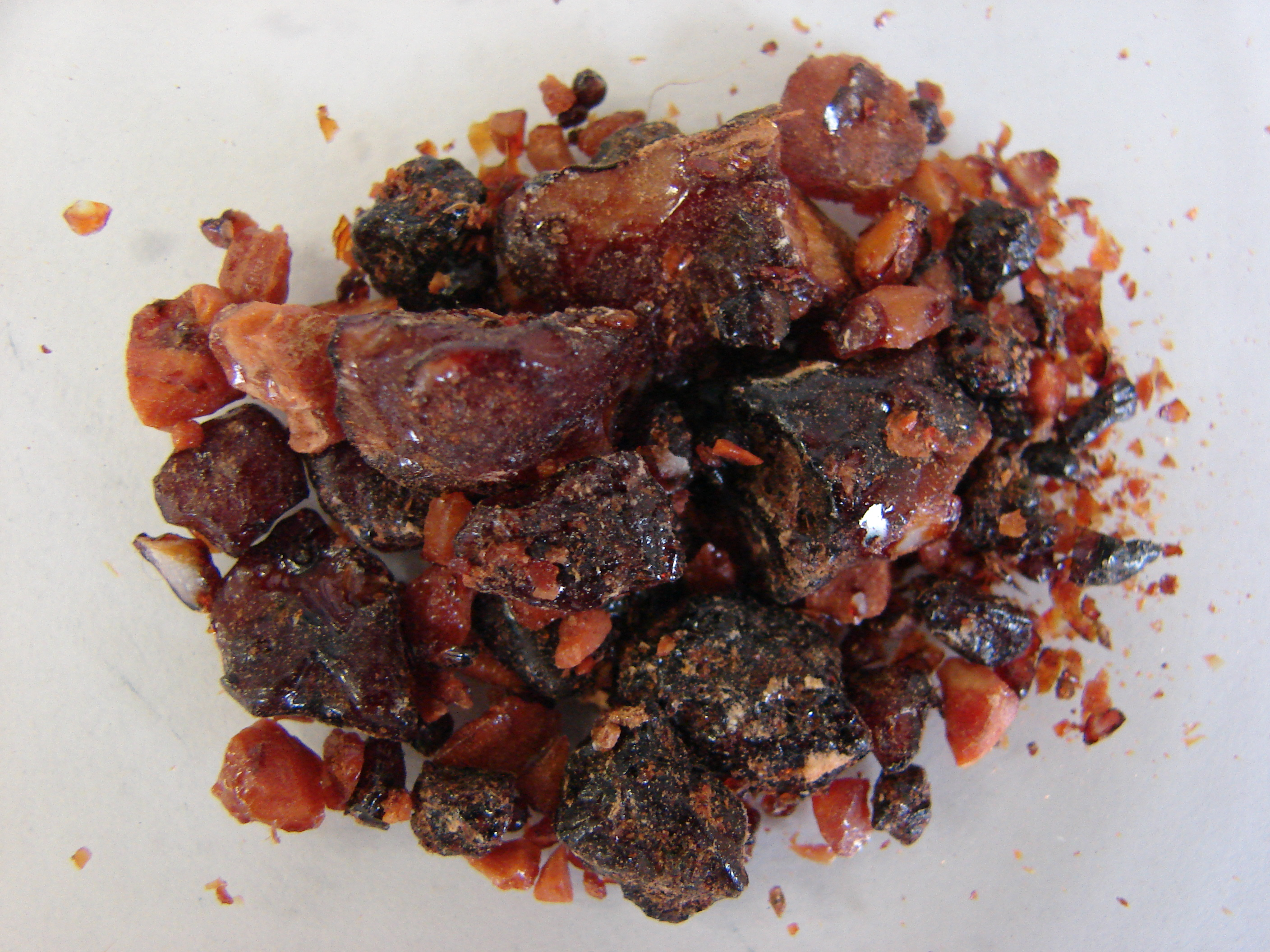
Siamská benzoe

Benzoe, též pryskyřice benzoe či guma benzoe, je balzámová pryskyřice získávaná z kůry několika druhů stromů rodu Styrax (česky sturač). Používá se v parfémech, kadidlech a v lékařství. Hlavní složkou je kyselina benzoová. Pro použití jako přídatná látka v potravinářství se označuje E906, v současné době však není mezi látkami povolenými v ČR ani v celé EU.
Název látky pochází z arabského lubān jāwī (لبان خاوي, „kadidlo z Jávy“), protože se benzoe vozila z Indonésie. Katalánští obchodníci, kteří lubān jāwī kupovali od maurských obchodníků, modifikovali slovo změnou a na e a vynecháním lu, takže vzniklo benjawi. Italové ho dále změnili na benjuì a nakonec se z něj stalo latinské benzoë.

## Použití
Pryskyřice benzoe je běžnou surovinou používanou při výrobě kadidel a parfémů, protože má vanilkovou vůni a fixativní vlastnosti. Je hlavní složkou kadidel používaných v Rusku a v dalších pravoslavných komunitách. Většina pryskyřice se spotřebuje v arabských zemích a v Indii, kde se spaluje na dřevěném uhlí. Používá se také pro výrobu vonných dřevěných destiček Bakhoor (بخور) a různých dalších podobných pryskyřičných přípravků v arabských zemích a v oblasti Somálského poloostrova. Je obsažena i v japonských, indických a čínských kadidlech a vonných tyčinkách a v tzv. arménském papíře (Papier d'Arménie). Pod názvem sambrani či sambraani je populární v Indii pro vykuřování vlasů a prevenci proti infekcím.
Existují dva typy pryskyřice benzoe: siamská a sumaterská. Siamská se získává ze stromů Styrax tonkinensis, rostoucích v Thajsku, Laosu, Kambodži a Vietnamu. Sumaterská je obsažena ve stromech Styrax benzoin, které rostou na Sumatře. V obou případech se jedná o pryskyřice, které stromy vylučují při svém poškození.
V parfumerii se benzoe používá jako fixativ, zpomalující uvolňování esenciálních olejů a dalších vonných látek do vzduchu.